# Betty Robinson
Elizabeth »Betty« Robinson Schwartz, ameriška atletinja, * 23. avgust 1911, Riverdale, Illinois, ZDA † 18. maj 1999, Denver.
Nastopila je na olimpijskih igrah v letih 1928 in 1936 ter osvojila naslov olimpijske prvakinje v teku na 100 m leta 1928 ter zlato in srebrno medaljo v štafeti 4×100 m. 